# Sphaerodactylus savagei
Sphaerodactylus savagei — вид геконоподібних ящірок родини Sphaerodactylidae. Ендемік Домініканської Республіки.

## Підвиди
Виділяють два підвиди:
- Sphaerodactylus savagei juanilloensis Shreve, 1968 — крайній південний схід острова Гаїті та сусідні острови Саона[en] і Каталініта[es];
- Sphaerodactylus savagei savagei Shreve, 1968 — від Ла-Романи на схід до річки Чавон[en].

## Поширення і екологія
Sphaerodactylus savagei мешкають на півдні і південному сході Домініканської Республіки. Вони живуть в сухих тропічних лісах і чагарникових заростях, на сухих луках та серед вапнякових скель. Зустрічаються на висоті до 116 м над рівнем моря. Відкладають яйця.

## Збереження
МСОП класифікує стан збереження цього виду як близький до загрозливого. Sphaerodactylus savagei загрожує знищення природного середовища. 